# تقصیر (عمره تمتع)
پنجمین مرحله  (مرحله آخر) از عمره تمتع مربوط به اعمال حج، تقصیر می‌باشد. در این مرحله پس از سعی باید «تقصیر» کند، یعنی قدری از ناخن و موی سر یا صورت خود را بچیند، که با این عمل، اعمال عمره تمتّع به پایان می رسد.
بعد از آنکه شخص مُحرم تقصیر کرد، هر چه به واسطه احرام بر او حرام شده بود حلال می‌شود و می‌تواند لباس احرام را از تن بیرون آورد.

## زمان انجام تقصیر
زمان انجام تقصیر بعد از سعی می باشد، گرچه لازم نیست فوراً تقصیر کند ولی تا وقتی که تقصیر نکرده است هیچیک از محرّمات احرام بر او حلال نمی شود.

## مکان انجام تقصیر
- برای انجام تقصیر مکان معینی تعیین نشده است، گرچه اکنون متعارف است که بعد از سعی در مکان «مَروَه» تقصیر می کنند.

## نکته
- شخصی که خودش عمل تقصیر را انجام نداده، نمی تواند موی شخص دیگری را بچیند.

## نگارخانه

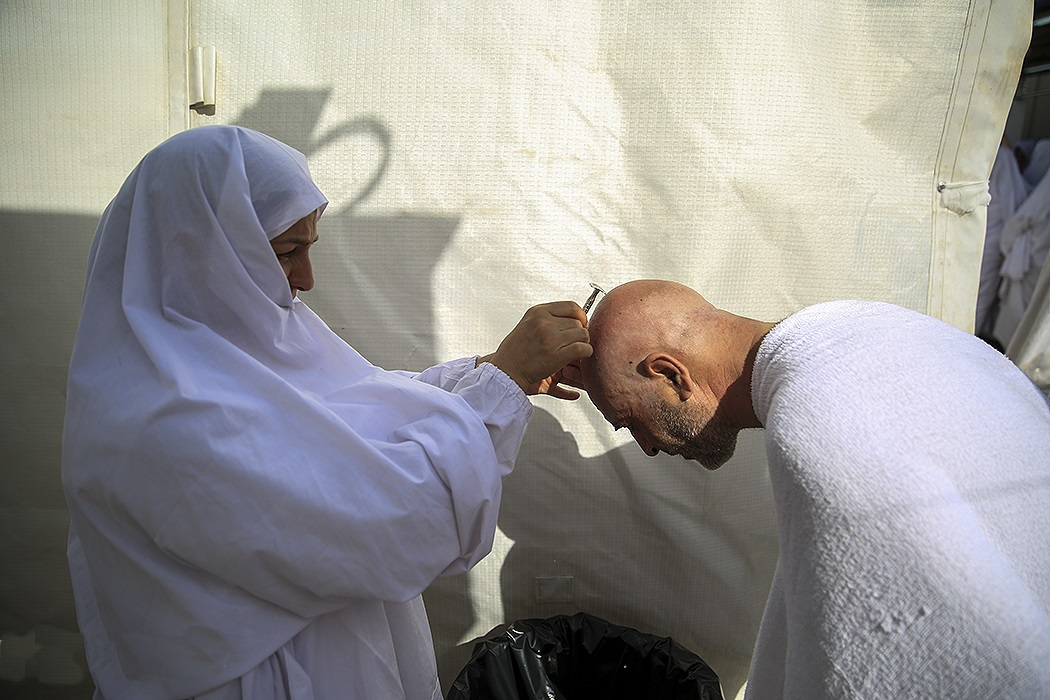
انجام عمل حلق و تقصیر توسط حاجیان